# Бланко Галиндо, Карлос
Карлос Бланко Галиндо (исп. Carlos Blanco Galindo; 12 марта 1882 г. Кочабамба — 2 октября 1946 г. Кочабамба) — боливийский государственный, военный и политический деятель, генерал, временный президент Боливии с 28 июня 1930 по 5 марта 1931 года.

## Биография
Бланко Галиндо получил военное и юридическое образование, кадровый офицер боливийской армии. Во второй половине 1920-х годов он становится одним из руководитеелей активной оппозиции правлению президента Эрнандо Силеса Рейеса, организатором многочисленных актов протеста против проводимой президентом политики. В частности, Силес Рейес был обвинён в безответственном отношении к экономике Боливии, тяжело пострадавшей вследствие мирового кризиса с 1929 года. Будучи не в состоянии справиться с оппозицией, Силес Рейес в мае 1930 года сложил с себя полномочия президента и уехал из страны. Таким образом, недовольные во главе с Бланко Галиндо и союзными ему оппозиционными «антисалистскими» партиями на переходный период подготовки к новым выборам президента страны, с июня 1930 года приходят к власти.
Бланко Галиндо возглавлял Боливию в течение немногим более 7 месяцев. Его правление не отличалось особыми событиями как во внутренней, так и во внешней политике страны. Управлением занимался созданный им компетентный кабинет политиков и учёных-технократов, в том числе Даниэль Санчес Бустаманте (1871—1933), дед будущего президента Боливии Гонсало Санчеса де Лосады. После выборов в мае 1931 года, когда новым президентом был избран Даниэль Саламанка Урей, Бланко Галиндо назначается послом Боливии в Уругвае, однако с началом Чакской войны с Парагваем в 1932 году он возвращается на родину, чтобы участвовать в военных действиях. Позднее написал несколько книг.